# ロシアのウクライナ侵攻に対する反戦・抗議運動
本項目では、2022年2月24日に開始されたロシアのウクライナ侵攻に対する反戦・抗議運動について述べる。西側諸国をはじめ、ロシア国内でも行われている。

## 世界各地
- 2月23日、ベルリンのブランデンブルク門がウクライナの国旗と同じ青と黄色にライトアップされた[1]。
- 2月24日
  - ニューヨーク、タイの首都バンコクで抗議デモが行われた[2]。
  - ブリュッセルの欧州委員会本部のベルレモン、ローマのコロッセオ、ロンドンの首相官邸、スロバキアのブラチスラヴァ城とグラッサルコビッチ宮殿内の首相の邸宅などがウクライナの国旗と同じ青と黄色にライトアップされた[1][3]。
- 2月25日、ニューヨークで抗議デモが行われた[4]。ジョージアの首都トビリシで行われた抗議デモには、3万人が参加した[5]。
- 2月26日、パリ、オーストラリアのシドニーとキャンベラなどで抗議デモが行われた[6][7]。
- 2月27日、ベルリンでの抗議デモには10万人、チェコのプラハでは7万人、スペインのマドリードでは4万人が参加した[8]。
- 3月1日、「核兵器廃絶国際キャンペーン」（2017年にノーベル平和賞受賞）のベアトリス・フィン事務局長とジャーナリストのドミトリー・ムラトフ（2021年に同賞受賞）が、ロシアが核部隊を警戒態勢に置くよう命じたことについて、キューバ危機以来、核の脅威が「最も危険な水準」に達したと批判し、ロシアに命令の撤回を求める共同声明を発表した[9]。
- 3月4日、ラトビアの首都リガでは、ウクライナ侵攻に対する抗議としてロシア大使館の住所を「ウクライナ独立通り」に変更することを決定した[10]。
- 3月5日、ベルリン、ソウルなどのロシア大使館前、ワシントンのホワイトハウス前などで抗議デモが行われた[11]。
- 3月7日
  - ワシントンD.C.のロシア大使館前、ゼレンスキー通りで、ヨーヨー・マがチェロを演奏。同日午後、マはケネディ・センターで、エマニュエル・アックス、レオニダス・カヴァコスらと共にウクライナ国歌を演奏した[12]。
  - アルバニアの首都ティラナの市議会が、ロシア大使館とウクライナ大使館が並ぶ通りの大部分を「Rruga Ukraina e Lirë」（自由ウクライナ通り）と改名することを全会一致で承認した[13]。
- 3月9日、リトアニアの首都ヴィリニュスでは、ウクライナ侵攻に対する抗議としてロシア大使館の住所を「ウクライナ英雄通り」に変更した[14]。
- 3月13日、ドイツ各地で大規模な抗議デモが行われ、全国で約12.5万人が参加した[15]。
- 3月以降、ポーランドとベラルーシの国境にあるポーランド側の税関施設近くでデモ隊が道路を塞ぎ、22日には1000台以上の車両が足止めされ50キロに及ぶ列ができた[16]。
- 4月3日、カナダの首都オタワにあるロシア大使館前で抗議集会。幼児が犠牲になったロシア軍による行動に抗議するため、正門前に空のベビーカーが並べられた[17]。
- 4月6日
  - ルーマニアの首都ブカレストにあるロシア大使館の門に乗用車が衝突、炎上。運転していた男性が死亡した。同時点では意図的なものかは不明[18]。
  - ビリニュスのロシア大使館に隣接する池が赤く染められ、抗議活動者がその中を泳ぐパフォーマンスを行った[19]。
- 4月8日、ハンガリーの首都ブダペストにあるロシア大使館前で、ロシア軍によるジェノサイド、ブチャの虐殺に抗議するデモ。数百人が集まり、ダイイングパフォーマンスが行われた[20]。
- 4月11日、エストニアの首都タリンにあるロシア大使館前で、数十人の女性が３日に渡りデモ。ロシア軍兵士によるウクライナ人女性に対する強姦に抗議して、頭にゴミ袋をかぶり下半身から血を流して立ち続けるパフォーマンスを行った[21]。
- 4月14日、ワシントンD.C.のロシア大使館の建物にプロジェクタを使用してウクライナ国旗が投影された。大使館員は対抗して投光器で国旗を消そうと試みた[22][23]。
- 4月16日、在米ロシア大使館前にヒマワリの種や苗が植えられた。ヒマワリはウクライナの国の花であり、反戦や抗議のシンボルとなっている[24]。
- 5月9日、ロシアの対ドイツ戦勝記念日にあたるこの日、ポーランドのワルシャワで、旧ソ連兵の墓参に訪れたロシアのアンドレーエフ駐ポーランド大使が墓地で数人に取り囲まれ、シロップとみられる赤い液体をかけられた。ウクライナのメディアは、実行者の一人と称する女性が、ウクライナの活動家らが液体をかけたと説明したと伝えた[25]。

- フランスのニース（2月27日）
- ベルリン（2月27日）
- イタリアのヴェネツィア（2月26日）
- カナダのバンクーバー（2月26日）
- ポルトガルのリスボン（2月26日）
- ラトビアのリガ（2月24日）
- ポーランドのブィドゴシュチュ (2月24日)

## ベラルーシ
- ベラルーシでもロシアの侵攻および自国政府による協力に反対するデモが勃発し、ミンスクなど複数の都市で80人以上が拘束されたという[26]。
- 反体制派のハッカー集団「サイバー・パルチザン」は、ベラルーシの鉄道システムへのサイバー攻撃に成功し、同国に駐留するロシア軍の移動を妨害した。またウクライナに対しロシアへのサイバー攻撃に有用な情報などを提供している[27]。

## ウクライナ
- 女性柔道家のダリア・ビロディドは2月24日、「こんなこと（戦争）はすべきではないです」とインスタグラムに掲載した[28]。

## 中国
- 2月26日、中国の歴史学者5人がロシア政府とプーチン大統領に対し戦争の停止を呼びかける声明を、中国のSNSで発表した。学者らの提言は、「インターネットサービスの管理規定に違反している疑いがある」との理由で当局により間もなく削除され、閲覧不能になった[29]。
- 3月11日、中国政府の諮問機関である国務院参事室公共政策研究センターの胡偉副理事長は「ロシア・ウクライナ戦争のあり得る結果と中国の選択」と題する文書を国外の論壇サイトに中国語で発表した。胡副理事長は、ロシアの擁護を続ければ、中国が国際的に孤立を深めることになりかねないとして、「プーチン氏と一緒にされてはいけない。なるべく早く切り離す必要がある」と主張した。ロシアが核戦争を引き起こす可能性にも言及した。胡副理事長の主張は中国国内のSNSでも拡散されたが、習指導部の外交姿勢とは一致せず、文章は次々に消去された。それとともに中国のSNS上では、「アメリカにひざまずくのか」といった批判が上がっている[30][31]。

## 台湾

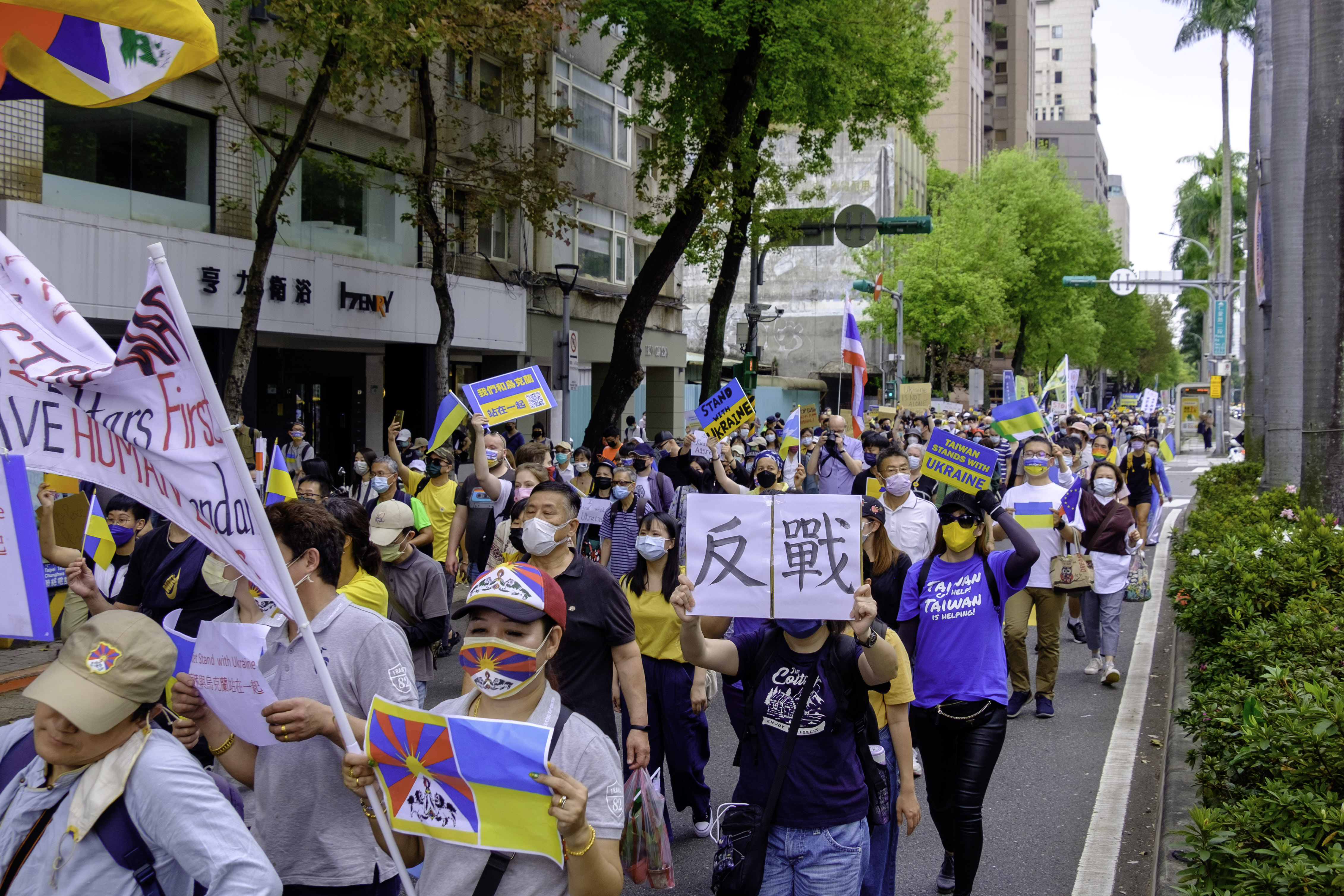
台北市（3月13日）

- 2月26日、台湾の中国担当部署でもある大陸委員会の邱太三（中国語版）氏は、「『今日のウクライナ、明日の台湾』という懸念があるが、これに同意しない」と述べた[32]。ひまわり運動時の『今日の香港、明日の台湾』が語源となりネット上でスローガンとして広がっていた[33][34]。
- 3月3日、台北市のロシアの代表事務所のビル前の路上で台湾で暮らすウクライナ人や台湾人ら、約30人の抗議活動が始まった[35]。
- 3月13日、台北市でウクライナ支援デモがあった。2月24日にロシアによる侵攻が始まって以降では、最大規模であった[36]。

## 日本
- 2月23日、東京都港区の在日ロシア大使館周辺で在日ウクライナ人約40人が抗議デモを行った[37]。以降、同大使館周辺には毎日のようにプラカードや抗議文などを持ったデモ隊が押し掛ける事態となった[38][39][40][41]。

- 2月24日夜、東京都の渋谷駅前で在日ウクライナ人約100人が抗議デモを行った[42]。

- 2月25日
  - 広島市の松井一實市長は、「被爆者の『こんな思いを他の誰にもさせてはならない』との平和への思いや核兵器が二度と使用されることはあってはならないという思いを踏みにじるものであり、強い憤りを覚えます」とのコメントを発表した[43]。
  - 長崎市の田上富久市長は、プーチン大統領が核兵器使用を示唆する発言で威嚇したことに対し、「被爆地長崎は強い憤りを感じています。『二度と同じ体験をさせてはならない』との被爆者の切なる思いを踏みにじる言動。第三の戦争被爆地を生むことは絶対にあってはならないことであります」とのコメントを発表した[44]。
  - 茨城県議会はウクライナ侵攻に断固抗議する決議案を全会一致で可決した[45]。
  - 全国知事会（平井伸治会長）はロシア政府に対し、「主権侵害に抗議し、即時に完全かつ無条件での撤退を求める」とする声明を出した[46]。

- 2月26日
  - 午後1時、渋谷駅前で在日ウクライナ人が抗議デモを行った。デモには在日ロシア人、日本人を含め約2000人が参加した[47]。
  - 新宿駅前、京都市の円山公園、広島市の原爆ドーム前、長崎市の爆心地公園、長野県の佐久市、滋賀県の大津市、島根県の松江市などでも抗議デモが行われた。いくつかの都市では在日ロシア人も参加した[48][49][50][51][52]。名古屋市中区では、同市に本部があるNPO法人「日本ウクライナ文化協会」主催の抗議デモがあり、在日ウクライナ人が参加した[53][54]。

- 2月27日
  - 有志の市民や自治体議員の呼びかけにより渋谷駅前で抗議集会が開かれ、在日のウクライナ人やロシア人など外国人を含む約450人が参加した[55]。
  - 札幌駅前で抗議集会が開催され、ウクライナ人やロシア人ら200人以上が参加した[56]。
  - 名古屋市の久屋大通公園では日本人とウクライナ人200人による抗議デモが行われた[57]。
  - 福岡県福岡市ではウクライナ人による抗議デモが行われた[58]。
  - 北海道の帯広市、宮城県の仙台市、福島県の郡山市、静岡県の浜松市、大阪市中央区、新潟市新潟市、和歌山県の和歌山市、北九州市小倉北区、沖縄県の那覇市、名護市では日本人による抗議デモが行われた[59][60][61][62][63][64][65][66][67]。

- 2月28日
  - 秋田県議会、埼玉県議会、千葉県議会、静岡県議会、滋賀県議会、山口県議会はロシアを非難し、または即時撤退などを求める決議案を全会一致で可決した[68][69][70][71][72][73]。
  - 大阪府の豊中市のロシアの大阪総領事館付近で抗議デモが行われ、約120人が参加した[74]。青森県の青森市、三重県の津市、名張市などで抗議活動が行われた[75][76][77]。
  - プーチン大統領が核兵器の使用をほのめかしたことに対し、被爆地の広島市の松井市長と長崎市の田上市長はプーチン大統領宛ての連名の抗議文をロシア大使館に送付した[78]。

- 3月1日
  - 衆議院は本会議で、「ロシアによるウクライナ侵略を非難する決議」[79]を賛成多数で採択した。この採決にはれいわ新選組会派の3名が反対票を投じ、全会一致での採択とはならなかった[80]。
  - 山形県議会、大阪府議会、兵庫県議会、山梨県議会はロシアを非難し、または即時撤退などを求める決議案を全会一致で可決した[81][82][83][84]。福岡県議会は「断じて容認できない暴挙」とする抗議決議案を賛成多数で可決した[85]。
  - 広島市の原爆ドーム前でウクライナ人、ベラルーシ人らが抗議活動を行った[86]。山形県の山形市、千葉県の柏市、長野県の松本市、奈良県の生駒市、山口県の下関市、長崎県の佐世保市、沖縄県の那覇市では日本人による抗議活動が行われた[87][88][89][90][91][92][93]。
  - 三重県の伊賀市は伊賀上野城を、熊本県の熊本市は熊本城をウクライナの国旗と同じ青と黄色にライトアップした[94][95]。

- 3月2日
  - 福島県議会、長野県議会、三重県議会、愛媛県議会、高知県議会、沖縄県議会はロシアを非難する決議案を全会一致で可決した[96][97][98][99][100][101]。
  - 参議院は本会議で、「ロシアによるウクライナ侵略を非難する決議」を賛成多数で採択した[102][103]。
  - 左派団体「新日本婦人の会」は、岐阜県の岐阜市、宮崎県の宮崎市、都城市、日向市など全国各地で抗議デモを行った[104][105][106]。高知市では同団体や県労連からなる市民団体が抗議デモを行った[107][101]。岩手県の盛岡市では5つの市民団体による抗議パレードが行われた[108]。

- 3月3日
  - 北海道議会、青森県議会、宮城県議会、東京都議会、富山県議会、愛知県議会、広島県議会、佐賀県議会、宮崎県議会はロシアを非難し、または即時撤退などを求める決議案を全会一致で可決した[109][110][111][112][113][114][115][116][117]。
  - 神戸市中央区で抗議活動が行われ、「ベトナムに平和を!市民連合」（ベ平連）の旗が掲げられた[118]。

- 3月4日
  - 岩手県議会、奈良県議会、和歌山県議会はロシアを非難し、または即時撤退などを求める決議案を全会一致で可決した[119][120][121]。
  - 浦和駅前、富山駅前、高松駅前、松山市駅前、山梨県の甲府市、山口県の宇部市で抗議活動が行われた[122][123][124][125][126][127]。札幌市の在札幌ロシア総領事館前では、道内在住のウクライナ人やロシア人が抗議活動を行った[128]。
  - 京都市は二条城を、神奈川県の小田原市は小田原城をウクライナの国旗と同じ青と黄色にライトアップした[129][130]。
  - 左派団体の総がかり行動実行委員会は、4日夜に東京のロシア大使館前の前でロシアによるウクライナ侵略戦争及び核戦争反対を訴える抗議活動を行った[131]。
- 3月5日
  - 午後1時から約2時間、渋谷区の表参道や渋谷駅近くなどを約4000人がデモ行進した。在日ウクライナ人らの団体の主催によるもので、日本人や在日外国人らも参加した[132]。
  - 大阪市梅田、愛知県の豊橋市では在日ウクライナ人、ロシア人らによる抗議活動が行われた[133][134]。茨城県のつくば市、新潟県の上越市、福井県の福井市、佐賀県の佐賀市、鹿児島県の鹿児島市では日本人による抗議デモが行われた[135][136][137][138][139]。
- 3月6日
  - 京都市の京都タワー前、名古屋市中区で在日ウクライナ人らによる抗議デモが行われた[140][141][11]。長崎市の爆心地公園では「長崎県平和運動センター被爆者連絡協議会」の呼びかけで被爆者などおよそ400人が抗議デモに参加した[142]。北海道の札幌市、宮城県の石巻市、新潟県の新潟市、群馬県の高崎市、埼玉県のさいたま市、長野県の長野市、松本市、東京都の新宿区、岡山県の岡山市、鹿児島県の鹿児島市でも抗議デモが行われた[143][144][145][146][147][148][149]。
- 4月23日
  - 東京都の品川駅前で在日ロシア人による反戦デモが行われた。デモ隊は侵攻に反対するロシア国内のロシア人のメッセージとその人々の名前、一部隠された顔写真が印刷されたプラカードを掲げていた。反戦の声を上げれば拘束されるリスクのあるロシア在住の人々の声を代弁するものである[150]。
- 5月8日
  - 渋谷駅前で5月9日のロシアの対独戦勝記念日を前に、在日ロシア人による反戦デモが行われた[151][152]。
- 5月9日
  - 市民団体の呼びかけにより、東京都港区の駐日ロシア大使館近くでロシアへの抗議デモが行われた[153]。

## スポーツ界
- IOCと国際パラリンピック委員会（IPC）は国連総会にて2021年12月に決議した「2022年北京オリンピック開催7日前（1月28日）から2022年北京パラリンピック終了7日後（3月20日）までの停戦合意」に違反した、としてロシアを強く非難する声明をそれぞれ発表した[154][155]。同様にベラルーシも非難されており、すべての国際スポーツ連盟に対し現在ロシア、ベラルーシで開催が予定されている大会の移転または中止を要請した。またロシア、ベラルーシの国旗を表示したり、大会で国歌を演奏しないことも求めた[156]。
- 欧州サッカー連盟は「ウクライナにおいて進行中の、ロシアによる軍事侵攻を強く非難する」声明を発表した[157]。
- ポーランド、スウェーデン、チェコのサッカー協会は、2022年3月24日および29日に予定している2022年ワールドカップ予選[注 1]について、ロシア国内での開催を認めるべきではない、との共同声明を発表した[158]。
- スペインのマドリード州にあるサッカークラブ・CDレガネスは2月25日、Twitter上で戦争反対を表明した[159][160]。
- 台湾のプロ野球リーグ中華職業棒球大聯盟は2月27日、Twitter上で戦争反対を表明した[161]。
- 国際自転車競技連合は「国際法およびウクライナの領土保全に対する違反行為を強く非難する」声明を発表し、2022年内はロシアあるいはベラルーシで主催レースを開催する予定が無いことも明記した[162]。
- ワールドテコンドーは2月28日、プーチン大統領に2013年に授与した名誉9段黒帯を剥奪すると発表した[163]。
- 国際フェンシング連盟は3月1日、ロシア人のアリシェル・ウスマノフ会長の職務停止を発表した。ウスマノフ会長は、プーチン大統領に近い人物としてEUから制裁を受けていた[164]。
- 北京冬季パラリンピックに出場しているウクライナ選手団は3月10日、中国の張家口に設けられた選手村でロシアの侵攻に抗議する集会を開いた。犠牲者に黙祷を捧げ、「PEACE FOR ALL」と書かれた横断幕を掲げた。大会期間中に政治的なメッセージを表明するのは異例とされる[165][166]。

## アノニマス
- 2月25日、国際ハッカー集団のアノニマスを名乗るグループが、ロシア政府や民間企業に対するサイバー攻撃を行うとTwitter上で声明を発表した[167]。その後、ロシア国防省のホームページにアクセスしようとすると418エラーが返ってくる現象が発生。アノニマスは犯行声明を発表している[168]。ロシアへの事実上の報復とみられている[169]。
- 3月6日、ロシア国内で全ロシア国営テレビ・ラジオ放送会社が運営しているテレビ局のRussia-24（ロシア語版）やロシア1、Moscow 24（英語版）、動画配信サービスのNetflixなど、複数のチャンネルやストリーミングサービスをハッキングしたと発表した[170][171]。十数秒ほど映像が切り替わり、ウクライナでの戦闘の様子が映し出された。犯行理由について、「国際的な出来事をロシアメディアが少ししか報じていないという報告を受けている。プーチン政権はウクライナ侵攻によって戦争犯罪を犯し、それが大勢の難民と数えきれない死者をもたらしている。」[172]とし、ロシア政府の情報統制によって、ロシア国民へ正確な情報を提供していないことへの抗議とみられている[173]。
- 3月21日、SNS上にプレスリリースを発表。ロシアに残る企業が「犯罪的な政権に税金を支払って業務を続けている」として、48時間以内にロシアからの撤退を表明するよう求め、受け入れなければ攻撃目標にすると警告した[174]。
- 5月5日、アノニマスの中のグループ「スクワッド303」のリーダーがJNNの単独取材に応じた。「我々の活動は非暴力による情報活動です。戦争についての真実を伝えることに集中しています」とし、その為にロシア政府からロシア市民の連絡先をハッキングによって収集し、それらに欧米メディアが報じる情報を1億件以上送信したと主張した。また、誰でもロシア市民にメッセージを送れるよう、ランダムでそれらの連絡先が表示されるウェブサイトを設置している[175]。

## SNS
- 3月10日、メタ・プラットフォームズは運営するFacebook、Instagramについて、一部の国のユーザによるロシア人やロシア兵への暴力を呼び掛けるような投稿を容認し、ヘイトスピーチに関する規約を一時的に変更した。メタ側は「ロシアによるウクライナ侵攻を踏まえ『ロシアの侵略者に死を』といった暴力的な言論のように、通常は当社の規約に違反する政治的表現を一時的に容認することにした。ロシアの民間人に対する暴力を求める信憑性のある呼び掛けは容認しない」と表明した。具体的な例として、指導者であるロシアのプーチン大統領やベラルーシのルカシェンコ大統領に対し「死」を求めるような一部の投稿も容認される。対象はアルメニア、アゼルバイジャン、エストニア、ジョージア、ハンガリー、ラトビア、リトアニア、ポーランド、ルーマニア、ロシア、スロバキア、ウクライナの各国に適用する[176]としていた。

しかし、この措置は暴力を助長するとして批判が続いたことから同月13日、メタは一転して「プーチン大統領や他の国家指導者の暗殺を求める投稿は認めない」こととし、さらに「先に報道されたヘイトスピーチルールの一時的な緩和は、ウクライナのユーザーによる投稿のみを対象とし、ロシアの軍事侵攻に関する文脈でのみ適用される」と緩和対象国をウクライナのみに縮小する方針転換となった。